# Pentamerista
Pentamerista, monotipski biljni rod iz porodice Tetrameristaceae. Jedina vrsta je P. neotropica, grm ili drvo na savanama sjevera Južne Amerike (Venezuela, Kolumbija, Brazil)
Rod i vrsta opisani su 1972.